# BD-1063
BD-1063 je antagonist sigma receptora koji je selektivan za σ1 tip. On blokira MDMA efekte u studijama na životinjama, i umanjuje unos alkohola u modelima alkoholizma.